# Rodzaje dowodów
Rodzaje dowodów w prawie:
- wyjaśnienia strony (oskarżonego, obwinionego)
- oświadczenie strony złożone pod rygorem odpowiedzialności karnej za zeznanie nieprawdy lub zatajenie prawdy
- zeznanie strony przesłuchanej pod rygorem odpowiedzialności karnej za złożenie fałszywych zeznań
- zeznania świadków – jakie mogą być połączone z ich konfrontacją – w tym incognito (anonimowych), a więc takich, których imienia i nazwiska nie ujawnia się drugiej stronie postępowania i osobom postronnym, oraz koronnych, czyli takich, którzy zgodzili się zeznawać w zamian za złagodzenie lub darowanie kary za własne przestępstwa i ewentualną ochronę państwa przed zemstą osób, przeciwko którym skierowane są składane zeznania
- oględziny danego miejsca lub rzeczy
- okazanie osoby lub rzeczy
- przeszukanie (protokół z niego)
- opinie biegłych (rzeczoznawców, grafologów, językoznawców, psychiatrów, tłumaczy itp.
- wywiad środowiskowy
- dokumenty prywatne i urzędowe, w tym księgi rachunkowe i podatkowe, akty notarialne i wydane przez odpowiednie urzędy zaświadczenia
- informacje zapisane na nośnikach papierowych i elektronicznych (listy, notatki, faksy, e-maile, sms-y, mms-y, pliki audio i wideo, fotografie itp.
- sekcja i ekshumacja zwłok
- eksperyment procesowy
- przesłuchanie z użyciem wykrywacza kłamstw (tzw. wariografu)
- badanie grupy krwi
- badanie DNA
- badanie daktyloskopijne (z odcisków palców, linii papilarnych)
- badanie z wymazu śluzówki policzków, włosów, śliny, próby pisma, zapachu, głosu itp.[1].